# Павзаний (македонец)
Вижте пояснителната страница за други личности с името Павзаний.
Павзаний (на старогръцки: Παυσανίας τῆς Ὀρεστίδος) е убиецът на македонския цар Филип II.
Той е роден до Орестида в Горна Македония като син на Керастос и е в телохранител на Филип II. През есента 336 г. пр. Хр. той убива своя господар Филип II по време на сватбата на неговата дъщеря Клеопатра с цар Александър от Епир в театъра на Еге.